# Sanatorium van het H. Hart van Jezus
Het Sanatorium van het H. Hart van Jezus was een Nederlands tuberculose-sanatorium en later een internaat in het Noord-Brabantse Son.

## Geschiedenis
Het sanatorium werd aanvankelijk gebouwd voor de behandeling van overspannen mensen ('zenuwlijders') door de Broeders Alexianen uit Boechout. In het bosrijke Son werd 2,5 hectare grond aangekocht alwaar in 1914 een uit stenen opgetrokken sanatorium werd gebouwd naar ontwerp van de architect Louis Kooken. Vanaf 1919 kuurden er uitsluitend tuberculosepatiënten in lighallen, die naar de zon gedraaid konden worden.
Door de groei van het aantal tuberculose-patiënten moest het sanatorium tussen 1924 en 1937 meermaals uitbreiden. In 1924 verscheen er een grote vleugel. Ook kreeg het terrein in 1929 een eigen kapel, naar ontwerp van de architect Franciscus Joannus Vervest. Daarna volgden er nog uitbreidingen in 1931 en 1937.
In de jaren vijftig nam het aantal tuberculozen af en in 1957 werd de tuberculose-zorg in het sanatorium gestopt. De bestemming en de naam werden gewijzigd, in Zonhove kwam een internaat. Omstreeks 1985 is het klooster afgebroken.